# Baía Baydaratskaya

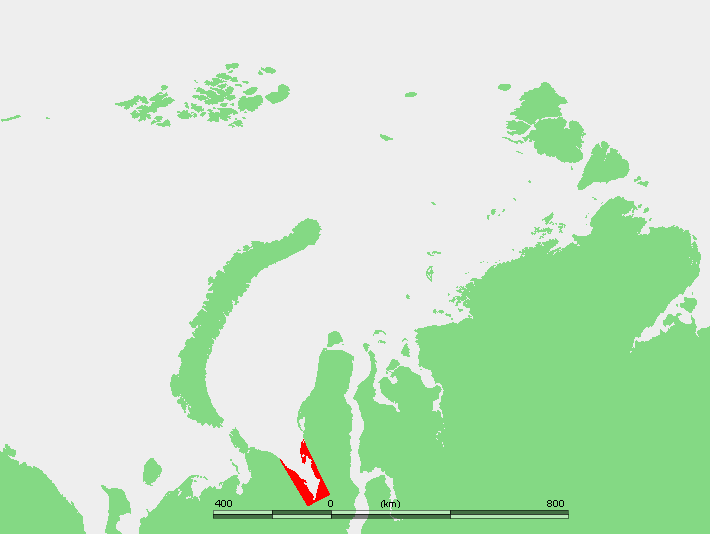
Localização da baía Baydaratskaya no mar de Kara.

A baía Baydaratskaya ou baía Baydarata (em russo:  Байдарацкая губа, Baydaratskaya guba) é um golfo na costa ártica da Rússia, localizado na parte meridional do mar de Kara, entre as costas onde terminam os montes Urais (Ural Polar) e a península de Yamal. O comprimento do golfo é de cerca de 180 km por 78 km, e a sua profundidade chega a 20 m. A temperatura superficial da água é de 5ºC a 6ºC no verão, e o golfo congela no inverno. Os rios Baydarata, Yuribey, Kara, entre outros, drenam para a baía Baydarata.
O golfo contém algumas ilhas.